# 더티 프리티 씽
《더티 프리티 씽》(영어: Dirty Pretty Things)은 2002년 개봉한 영국의 사회 스릴러 영화이다. 스티븐 프리어스가 감독을, 스티븐 나이트가 각본을 맡았다.
2003년 제6회 영국 독립 영화상 작품상 수상작이다.

## 줄거리
아내를 살해했다는 누명을 쓰고 서아프리카의 한 나라(초반에는 국명이 밝혀지지 않음)에서 도피한 의사 오퀘는 영국에서 불법 체류자로 살고 있다. 그는 까트를 씹어 잠을 쫓으며 낮에는 런던에서 택시를 운전하고 밤에는 합법 및 불법 이민자들을 고용하는 호텔의 프런트에서 일한다. 그는 성병에 걸린 동료 택시 운전사를 포함한 다른 가난한 이민자들에게 의학적 처치를 하게 되고, 병원 영안실 직원인 친구 궈이에게서 항생제를 얻는다.
호텔에서 자주 성매매를 하는 성노동자 줄리엣은 오퀘에게 510호 변기가 막혀 있다고 알리고, 오퀘는 이 변기에서 사람의 심장을 건져낸다. 호텔 지배인 후안은 호텔에서 이민자들의 신장을 떼어내는 불법 수술을 저지르고 이를 대가로 이민자들에게 위조 여권을 얻어 주고 있었다. 오퀘가 과거 의사로 일했다는 걸 알게 된 후안은 그에게 외과의로서 자신의 사업에 끼라고 압력을 가하지만 오퀘는 이를 거절한다.
세나이는 난민 신청 중인 튀르키예인 무슬림으로, 이 호텔에서 청소부로 일한다. 그녀가 획득한 이민 자격은 일하지 않는다는 조건 하에서만 체류를 허용하기 때문에 호텔 장부에 이름을 올리지 않는다. 그녀는 결혼하지 않은 남녀는 같은 지붕 아래에서 밤을 보낼 수 없는 보수적인 문화권 출신으로, 자신이 집에 없을 때만 오퀘가 집 소파에서 잠을 자도록 허락한다. 이민국 공무원들은 세나이의 아파트에서 호텔 성냥갑을 발견한 후 조사차 호텔을 방문한다. 오퀘는 수위에게 부탁해 출근을 하러 오던 중인 세나이가 호텔 안에 들어서기 직전에 그녀를 빼돌려 그녀가 공무원들에게 적발되는 것을 막는다.
더 이상 호텔에서 근무할 수 없게 된 세나이는 옷을 만드는 착취 공장에 다니기 시작하지만 이 공장에도 불법 이민자 색출을 위해 공무원들이 단속을 나오고, 공장장은 불법 이민자들을 해고한다. 공장장은 세나이에게 일자리를 보전해 주고 당국에 신고하지 않을 테니 구강성교를 해 달라고 요구한다. 이에 따르는가 싶던 세나이는 도중 그의 성기를 물어 버린다. 오퀘는 병원 영안실 내에 그녀가 머무를 공간을 조성해 주고, 세나이는 오퀘에게 미국에 갈 돈을 마련하게 후안의 장기 매매 사업 제안을 받아들여 달라고 부탁한다.
절박한 세나이는 후안에게 자신의 신장과 여권을 교환할 것을 제안하고, 후안은 그녀의 처녀성도 갖는 조건으로 수락한다. 세나이는 나중에 줄리엣에게서 사후 피임약을 받는다. 세나이의 계획을 알게 된 오퀘는 그녀의 안전을 보장하기 위해 본인이 수술을 집도하는 데 동의하지만, 후안이 자신과 세나이 둘 모두에게 다른 이름으로 된 여권을 제공하는 경우에만 그렇게 하겠다고 말한다. 후안이 여권을 넘겨주자 오퀘와 세나이는 그에게 약을 먹이고 수술로 그의 신장을 적출한 다음 후안의 거래처에 판다.
오퀘는 새로운 신분으로 나이지리아에 있는 어린 딸에게 돌아갈 예정이고, 세나이는 뉴욕에서 새로운 삶을 시작할 계획이다. 둘은 스탠스테드 공항에서 헤어지기 전 서로에게 소리 없이 입 모양으로 “사랑해”라고 말하고, 세나이는 오퀘에게 뉴욕 사촌 집 주소를 준다. 세나이는 비행기에 탑승하고, 오퀘는 라고스의 딸에게 장거리 전화를 걸어 마침내 집에 간다고 말한다.

## 출연진
- 추이텔 에지오포
- 오드레 토투
- 세르히 로페스
- 소피 오커네이도
- 베네딕트 웡
- 폴 바터차지
- 소티구이 코우야테
- 즐라트코 부리치
- 장필리프 에코페

## 기타 제작진
- 배역: 리오 데이비스
- 미술: 후고 우치츠비호프스키
- 의상: 오딜 딕스미로